# Nebulossa
Nebulossa es un dúo de electropop español de Ondara, formado por la cantante María "Mery" Bas (1968) y el teclista y productor Mark Dasousa (1974).
El 3 de febrero de 2024, el dúo ganó el Benidorm Fest 2024 con la canción «Zorra», y obtuvo el derecho a representar a España en el Festival de la Canción de Eurovisión 2024 que se celebró en Malmö, Suecia. Obtuvo la posición número 22 en el certamen.

## Trayectoria artística
Nebulossa se formó en 2018 cuando la pareja sentimental Bas y Dasousa decidió formar un grupo musical. El nombre del grupo alude a nebulosas porque en un viaje a Port Ainé acudieron a un observatorio astronómico donde las mencionaban constantemente. El uso de la doble ese es un guiño a la lengua valenciana, aunque la palabra se escriba solamente con una en dicho idioma.
En 2020 presentaron su primer sencillo «La Colmena». Al año siguiente, en 2021, presentaron su primer álbum de estudio, Poliédrica de mí., donde incluyeron la canción «Glam», que fue elegida como Mejor canción del 2021 por la comunidad Indie Cool. También fueron ganadores del concurso Studio Mans y nominadas a los premios Pop Eye como Grupo Revelación.
En 2022, como trío junto a Ophelia Alibrando, participaron con la canción «Anoche» en Una voce per San Marino, el concurso de preselección de San Marino para el Festival de Eurovisión, pero no llegaron a la final.
En 2023 presentaron el tercer sencillo de su EP Virturrosismo, «Me ha dado porno». Nebulossa compitió en Benidorm Fest 2024, la selección española para el Festival de Eurovisión 2024, con la canción «Zorra». Quedaron primeros en su semifinal el 30 de enero de 2024, clasificándose para la final, que ganaron. Su primera actuación tras su victoria fue en la Gala Drag Queen de Arrecife en Lanzarote.

### Eurovisión 2024
Gracias su victoria en el Benidorm Fest, el dúo obtuvo el pase para representar a España en el Festival de Eurovisión de 2024. Debido a un cambio en la organización del festival, Nebulossa tuvo que actuar el 9 de mayo en el Malmö Arena durante la segunda semifinal, aunque con el pase asegurado a la final al ser España parte del Big Five. En esa ocasión, así como en los ensayos preliminares, se conocieron detalles de la escenografía y la puesta en escena, diseñado por Vero Mejía, que variaban con respecto a la presentación de 2023.Le acompañaron el cuerpo de baile compuesto por César Louzán e Iosu Martínez, y la baterista Ana Villa. Debido a un accidente, horas antes de su primera actuación, Mery Bas tuvo que ser atendida de urgencia por una caída.

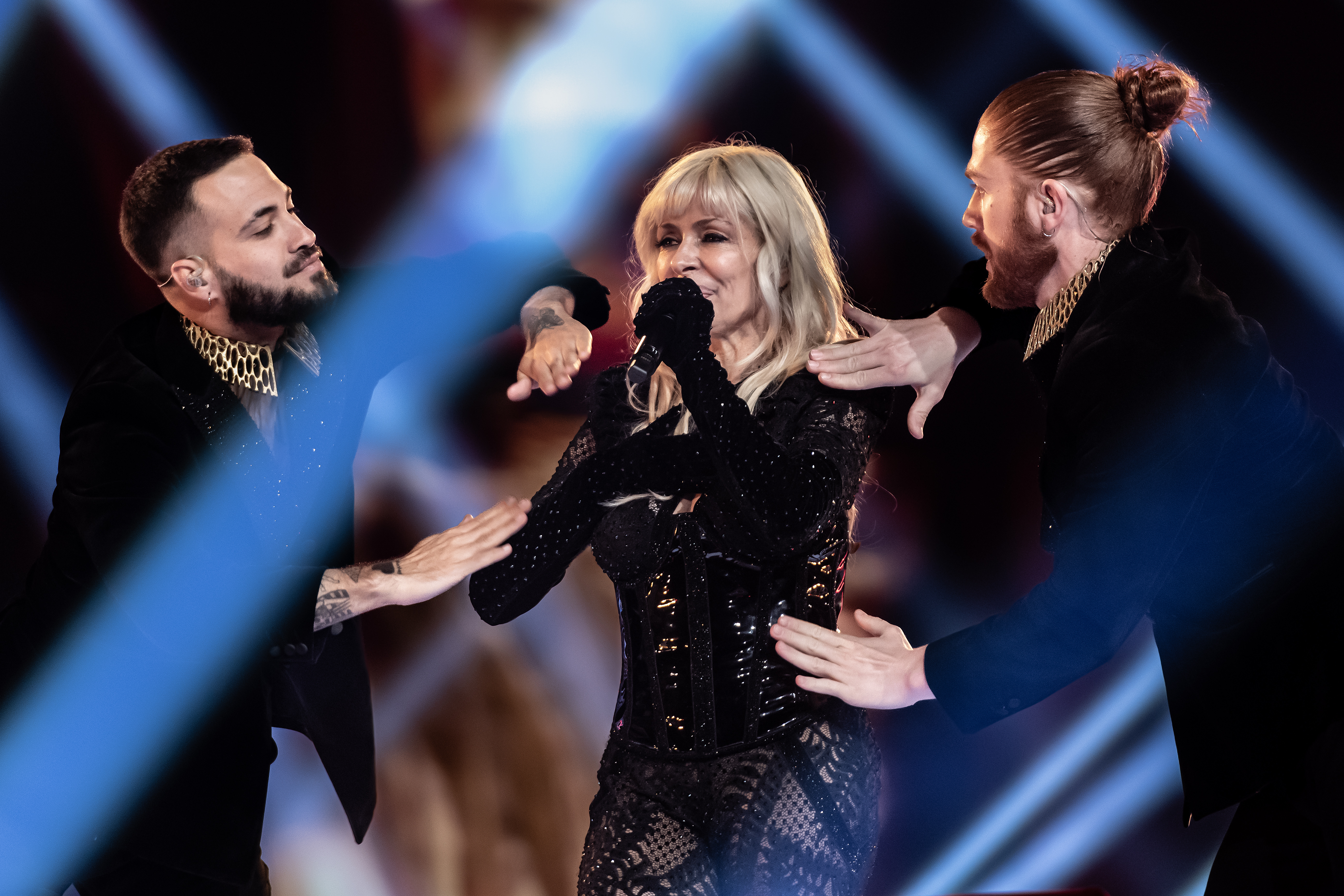
Nebulossa durante su presentación en Eurovisión 2024

Durante la gran final, celebrada el 11 de mayo, Nebulossa actuó en octava posición, tras Silvester Belt, representante de Lituania con la canción «Luktel», y antes de «(Nendest) narkootikumidest ei tea me (küll) midagi», de los estonios 5MIINUST x Puuluup. Nebulossa finalmente obtuvo 11 puntos del jurado especializado de Italia (7), San Marino (6), Austria (4), Suiza (1) y Finlandia (1), lo que les llevó a la posición 19. Tras el televoto, sumaron en total 30 puntos, quedando en la posición 22.

### Después de Eurovisión
Tras volver Malmö, el dúo se presentó el 13 de mayo en las fiestas patronales de Madrid, celebradas en la Pradera de San Isidro. También se confirmó que participarían, junto a otras bandas y artistas españoles como Amaral o Mikel Erentxun, en el Río Verbena Fest de Pontevedra en agosto de 2024, así como en numerosos eventos y festivales más .

## Discografía

### Álbumes de estudio
- Poliédrica de mí (2021)

### Sencillos
- «La Colmena» (2020)
- «Océano de Palabras» (2020)
- «Armada Roja» (2020)
- «Alud de Inconformismo» (2020)
- «Anoche» (2020)
- «Glam» (2021)
- «1N84» (2022)
- «Conectados» (2022)
- «Histeria De Lo Nuestro» (2022)
- «Me Pones a Mil» (2023)
- «Cuando Te Veo» (2023)
- «Me Ha Dado Porno» (2023)
- «Zorra» (2023)
- «Cotilleo» (2024)
- «Por ti por mi» (2024)
- «Bailar hasta morir» (versión de Tino Casal)(2024)
- «Venenosa» (con Mónica Naranjo) (2025)
- «Ya No Soy la Misma» (2025)

## Premios y nominaciones
| Año  | Evento                                    | Trabajo  | Premio                 | Resultado     | Puntos     |
| ---- | ----------------------------------------- | -------- | ---------------------- | ------------- | ---------- |
| 2021 |                                           | «Glam»   | Mejor canción del 2021 | Ganadora      |            |
| 2022 | Studio Mans                               |          |                        | Ganadores     |            |
| 2022 | Premios Pop Eye                           |          | Grupo revelación       | Nominados     |            |
| 2023 | Una Voce Per San Marino 2023              | «Anoche» |                        | Semifinalista |            |
| 2024 | Benidorm Fest (RTVE, España)              | «Zorra»  | Micrófono de bronce    | Ganadora      | 156 puntos |
| 2024 | Festival de la Canción de Eurovisión 2024 | «Zorra»  | Micrófono de cristal   | Puesto 22     | 30 puntos  |